# Viviennea immaculata
Viviennea immaculata là một loài bướm đêm thuộc phân họ Arctiinae, họ Erebidae.